# Wynee

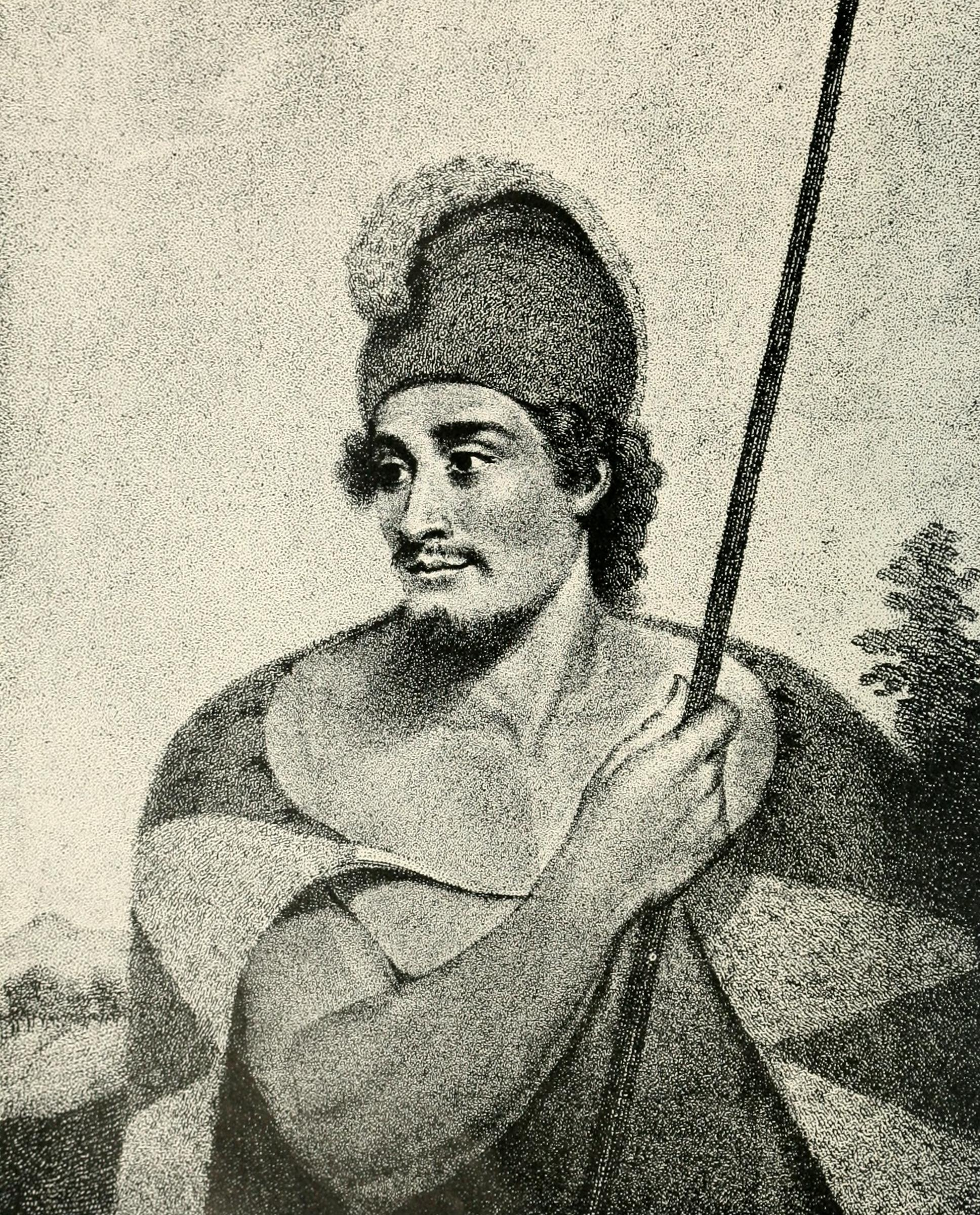
Gravure de Tianna, un Prince d'Atooi, qui accompagne Wynee durant son dernier voyage en bateau avant sa mort.

Wynee, également orthographiée Winee ou Winée, est la première native des Îles Hawaïennes à avoir voyagé à bord d'un navire européen. Elle a voyagé en Colombie-Britannique et en Chine avant de mourir lors de son voyage de retour vers Hawaï,.

## Biographie
Wynee est originaire de l'île d'Hawaii, alors connue sous le nom d'Owyhee par les explorateurs européens. En 1787, elle devient la première native hawaïenne à s'engager à bord d'un bateau européen, le navire britannique Imperial Eagle. Elle y est engagée comme domestique au service de la femme du capitaine Charles William Barkley, Frances Hornsby Trevor Barkley. Bien que son nom ait été enregistré comme Wynee, il est possible qu'il s'agisse d'une tentative de retranscription du mot hawaïen wahine signifiant « femme ». À bord de ce bateau, Wynee voyage dans le Nord-Ouest du Pacifique puis en Chine,.
Les Barckley ayant l'intention de rentrer en Europe, Wynee exige de retourner chez elle. Elle est donc déposée dans la colonie portugaise de Macao. À Canton en Chine, elle serait retournée sur le bateau du capitaine John Meares, le  Felice Adventurero. Elle aurait voyagé avec l'Hawaïen Tianna ou Kaiana, premier chef hawaïen ayant voyagé à partir de l'île de Kauai, et deux autres Hawaïens, un homme et un garçon de Maui, qui ne sont pas nommés sur les registres. Elle tombe malade lors de son voyage de retour. Kaiana prend soin d'elle jusqu'à ce qu'il contracte à son tour la fièvre. Elle meurt de maladie lors de son voyage de retour le 5 février 1788. Son corps est jeté à la mer,,.
Wynee lègue à Kaiana certaines des choses qu'elle a acquises pendant ses voyages et lui demande de restituer le reste à son père et à sa mère. Parmi ces éléments se trouvent des miroirs, de la porcelaine et des vêtements européens.
Peu de temps après avoir décrit ses derniers instants, le capitaine Meares écrit :
« Thus died Winee, a native of Owhyhee, one of the Sandwich Islands, who possessed virtues that are seldom to be found in the class of her countrywomen to which she belonged, and a portion of understanding that was not be expected in a rude and uncultivated mind. It may not, perhaps, be uninteresting to mention the cause of this poor girl's departure from her friends and country, which it was her fate never to behold again »